# Lascelle
Lascelle település Franciaországban, Cantal megyében. Lakosainak száma 266 fő (2022. január 1.). Lascelle Girgols, Laroquevieille, Saint-Cirgues-de-Jordanne, Saint-Projet-de-Salers, Thiézac, Velzic és Vic-sur-Cère községekkel határos.

## Népesség
A település népességének változása:
| Lakosok száma | 391  | 335  | 325  | 315  | 307  | 300  | 299  | 286  | 279  | 266  |
|               | 1968 | 1982 | 1990 | 2006 | 2013 | 2015 | 2017 | 2019 | 2020 | 2022 |